# Lisa Resch
Lisa Resch (ur. 4 października 1908 w Partenkirchen, zm. 31 stycznia 1949 w Garmisch-Partenkirchen) – niemiecka narciarka alpejska, wielokrotna medalistka mistrzostw świata. 
Wzięła udział w mistrzostwach świata w Cortinie d’Ampezzo w 1932 roku, które były drugą edycją tej imprezy. Zajęła tam 14. miejsce w zjeździe, 25. w slalomie i 23. w kombinacji. Na rozgrywanych dwa lata później mistrzostwach świata w Sankt Moritz wywalczyła trzy medale. W zjeździe zajęła trzecie miejsce, plasując się za Anny Rüegg ze Szwajcarii oraz rodaczką Christl Cranz. Następnie była druga w slalomie, co dało jej także srebrny medal w kombinacji. Z mistrzostw świata w Mürren w 1935 roku wróciła bez medalu, najwyższą pozycję zajmując w zjeździe, w którym była ósma. Na mistrzostwach świata w Chamonix w 1937 roku na podium stanęła raz: bieg zjazdowy ukończyła na trzecim miejscu. Wyprzedziły ją tylko Cranz i kolejna reprezentantka III Rzeszy: Käthe Grasegger. Kolejne dwa medale wywalczyła podczas mistrzostw świata w Engelbergu w 1938 roku. W zjeździe okazała się najlepsza, wyprzedzając Cranz i Grasegger. W slalomie była czwarta, przegrywając walkę o podium ze Szwajcarką Erną Steuri. W efekcie w kombinacji była druga, za Cranz, a przed Grasegger. Brała też udział w mistrzostwach świata w Zakopanem w 1939 roku, które rozpoczęła od srebrnego medalu w zjeździe. Następnie była czwarta w slalomie, przegrywając walkę o podium z May Nilsson ze Szwecji. W kombinacji zdobyła brązowy medal, za Christl Cranz i Gritli Schaad ze Szwajcarii.
Wystartowała na igrzyskach olimpijskich w Garmisch-Partenkirchen w 1936 roku, kończąc rywalizację w kombinacji na szóstej pozycji.
Resch zmarła na atak serca 31 stycznia 1949 r. w wieku zaledwie 41 lat.

## Osiągnięcia

### Igrzyska olimpijskie
| Miejsce | Dzień    | Rok  | Miejscowość            | Konkurencja | Czas biegu | Strata    | Zwyciężczyni  |
| ------- | -------- | ---- | ---------------------- | ----------- | ---------- | --------- | ------------- |
| 6.      | 8 lutego | 1936 | Garmisch-Partenkirchen | Kombinacja  | 97,06 pkt  | -8,32 pkt | Christl Cranz |

### Mistrzostwa świata
| Miejsce | Dzień     | Rok  | Miejscowość       | Konkurencja | Wynik       | Strata      | Zwyciężczyni           |
| ------- | --------- | ---- | ----------------- | ----------- | ----------- | ----------- | ---------------------- |
| 14.     | 4 lutego  | 1932 | Cortina d’Ampezzo | Zjazd       | 7:13,8      | +1:47,2     | Paula Wiesinger        |
| 25.     | 5 lutego  | 1932 | Cortina d’Ampezzo | Slalom      | 2:02,9      | +1:20,6     | Rösli Streiff          |
| 23.     | 5 lutego  | 1932 | Cortina d’Ampezzo | Kombinacja  | 94,588 pkt  | -24,208 pkt | Rösli Streiff          |
| 14.     | 8 lutego  | 1933 | Innsbruck         | Zjazd       | 6:49,4      | +1,45,6     | Inge Wersin-Lantschner |
| 24.     | 10 lutego | 1933 | Innsbruck         | Slalom      | 2:10,4      | +1:17,1     | Inge Wersin-Lantschner |
| 19.     | 10 lutego | 1933 | Innsbruck         | Kombinacja  | 100,000 pkt | -29,520 pkt | Inge Wersin-Lantschner |
| 3.      | 15 lutego | 1934 | Sankt Moritz      | Zjazd       | 5:38,0      | +6,6        | Anny Rüegg             |
| 2.      | 16 lutego | 1934 | Sankt Moritz      | Slalom      | 1:57,0      | +0,5        | Christl Cranz          |
| 2.      | 16 lutego | 1934 | Sankt Moritz      | Kombinacja  | 99,62 pkt   | -0,79 pkt   | Christl Cranz          |
| 21.     | 22 lutego | 1935 | Mürren            | Slalom      | 2:23,2      | +46,3       | Anny Rüegg             |
| 8.      | 23 lutego | 1935 | Mürren            | Zjazd       | 3:27,2      | +23,0       | Christl Cranz          |
| 12.     | 23 lutego | 1935 | Mürren            | Kombinacja  | 99,21 pkt   | –16,43 pkt  | Christl Cranz          |
| 9.      | 13 lutego | 1937 | Chamonix          | Zjazd       | 5:17,0      | +1:17,6     | Christl Cranz          |
| 3.      | 15 lutego | 1937 | Chamonix          | Slalom      | 2:29,2      | +10,4       | Christl Cranz          |
| 6.      | 15 lutego | 1937 | Chamonix          | Kombinacja  | 511,0 pkt   | +51,0 pkt   | Christl Cranz          |
| 1.      | 5 marca   | 1938 | Engelberg         | Zjazd       | 3:32,2      | -           | -                      |
| 4.      | 6 marca   | 1938 | Engelberg         | Slalom      | 2:51,9      | +10,8       | Christl Cranz          |
| 2.      | 6 marca   | 1938 | Engelberg         | Kombinacja  | 352,0 pkt   | +6,0 pkt    | Christl Cranz          |
| 2.      | 12 lutego | 1939 | Zakopane          | Zjazd       | 3:25,24     | +13,91      | Christl Cranz          |
| 4.      | 15 lutego | 1939 | Zakopane          | Slalom      | 2:36,3      | +22,6       | Christl Cranz          |
| 3.      | 15 lutego | 1939 | Zakopane          | Kombinacja  | 330,2 pkt   | +32,1 pkt   | Christl Cranz          |